# Онеймия (тауншип, Миннесота)
Онеймия (англ. Onamia) — тауншип в округе Мил-Лакс, Миннесота, США. На 2000 год его население составило 583 человека.

## География
По данным Бюро переписи населения США площадь тауншипа составляет 93,5 км², из которых 93,0 км² занимает суша, а 0,5 км² — вода (0,53 %).

## Демография
По данным переписи населения 2000 года здесь находились 583 человека, 218 домохозяйств и 163 семьи.  Плотность населения —  6,3 чел./км².  На территории тауншипа расположено 258 построек со средней плотностью 2,8 построек на один квадратный километр. Расовый состав населения: 96,05 % белых, 2,57 % коренных американцев, 0,34 % — других рас США и 1,03 % приходится на две или более других рас. Испанцы или латиноамериканцы любой расы составляли 1,20 % от популяции тауншипа.
Из 218 домохозяйств в 35,8 % воспитывались дети до 18 лет, в 61,5 % проживали супружеские пары, в 10,6 % проживали незамужние женщины и в 24,8 % домохозяйств проживали несемейные люди. 18,8 % домохозяйств состояли из одного человека, при том 7,3 % из — одиноких пожилых людей старше 65 лет. Средний размер домохозяйства — 2,67, а семьи — 3,02 человека.
27,6 % населения — младше 18 лет, 8,1 % — в возрасте от 18 до 24 лет, 29,8 % — от 25 до 44, 21,8 % — от 45 до 64, и 12,7 % — старше 65 лет. Средний возраст — 38 лет. На каждые 100 женщин приходилось 112,0 мужчин. На каждые 100 женщин старше 18 приходилось 103,9 мужчин.
Средний годовой доход домохозяйства составлял 33 889 долларов, а средний годовой доход семьи —  41 786 долларов. Средний доход мужчин —  26 458 долларов, в то время как у женщин — 19 318. Доход на душу населения составил 15 735 долларов. За чертой бедности находились 10,5 % семей и 14,4 % всего населения тауншипа, из которых 19,8 % младше 18 и 3,2 % старше 65 лет.